# Sfaka
Sfaka (griechisch Σφάκα (f. sg.)) ist ein Dorf im Gemeindebezirk Sitia der Stadtgemeinde Sitia auf der griechischen Mittelmeerinsel Kreta.

## Lage

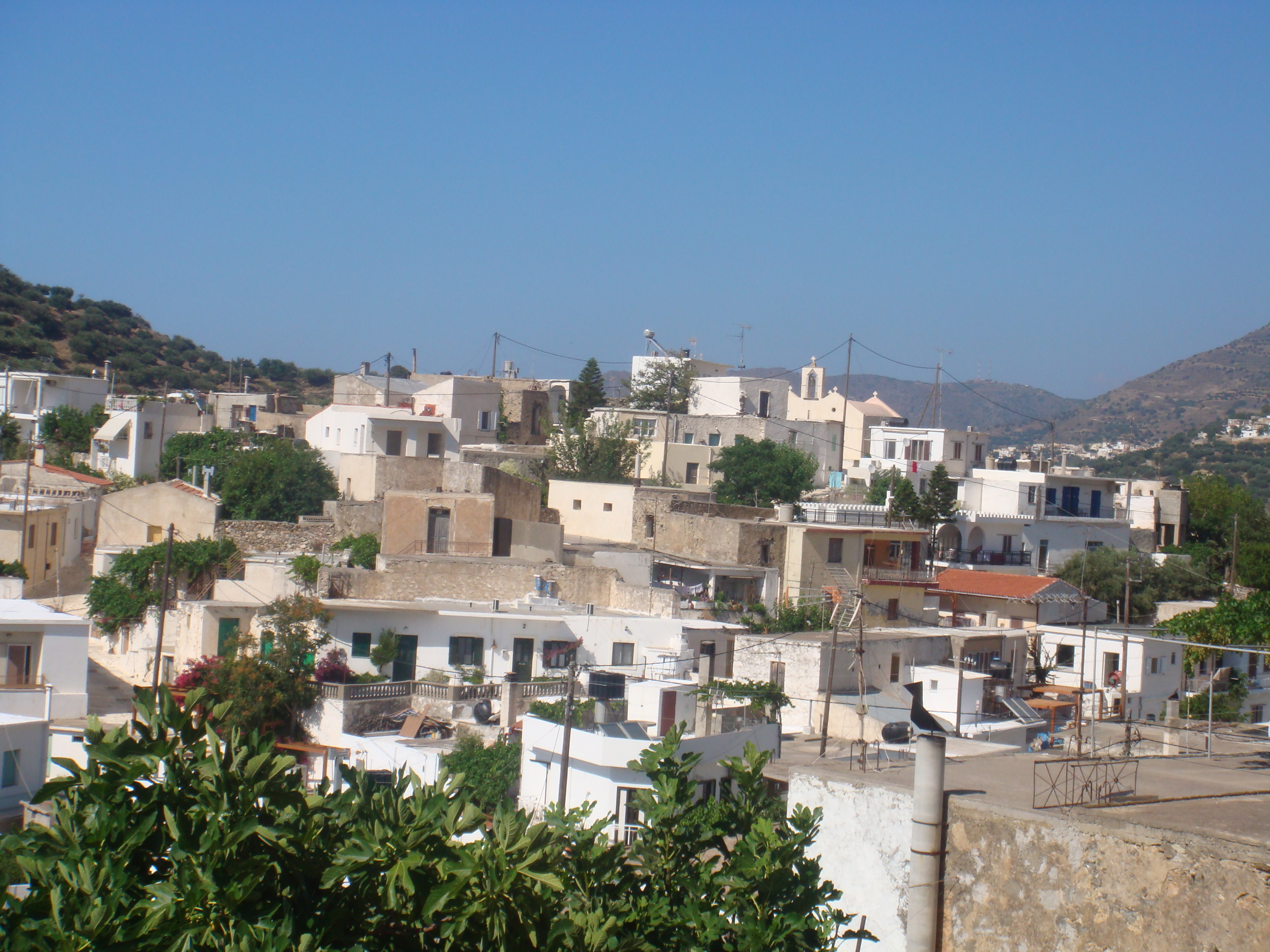
Blick auf Sfaka

Sfaka liegt etwa auf halbem Weg zwischen Agios Nikolaos (33 km) und Sitia (40 km) an der Nationalstraße 90 (Europastraße 75). Die benachbarten Orte sind Lastros im Westen und Tourloti im Osten. Nach Norden führt eine Stichstraße nach Mochlos zum Meer. Die Hauptstraße trennt den Ort in einen südlichen und einen nördlichen Teil.

## Geschichte
Erstmals erwähnt wurde Sfaka im Rahmen einer venezianischen Volkszählung von 1583 mit der Bezeichnung "Sfaca". Damals zählte man 244 Einwohner. Der frühere Name des Ortes soll Milia gelautet haben. Der jetzige Name soll von dem in dieser Gegend häufig vorkommenden Oleander abstammen.

## Sehenswertes
- Ein minoisches Grab mit einer an Urne wurde bei Keratidi gefunden.[5]
- In der Agia Triada Kirche (Dreifaltigkeitskirche) existiert eine Inschrift vom 2. März 1643.[6]
- Ein Brunnen aus ottomanischer Zeit befindet sich im Westen des Ortes.